# Зоряні канікули (мюзикл)
«Зоряні канікули» (рос. Звездные каникулы) — новорічна музична комедія відомого українського режисера Семена Горова, яка вийшла на телеекрани 1 січня 2007 року.

## Сюжет
Історія починається зі святкування звичайною родиною Нового Року на дачі. Побачивши по телевізору оголошення про проведення міжгалактичного пісенного конкурсу «Космобачення», Маша (Тіна Кароль) відразу ж вирішує взяти у ньому участь. Її підтримує родина й вирушає з нею та разом з прибульцями на конкурс. Там земляни зустрічають зірок міжгалактичного шоу-бізнесу: легендарну співачку Діву (Софія Ротару), героя Зеда (Валерій Меладзе), талановитого артиста Фортіана (Діма Білан) та хитрого поп-співака Барона-Стара (Філіпп Кіркоров), який замислює проти учасниці «Космобачення» Маші щось жахливе.

## В ролях
| Актор                | Роль                                                |
| -------------------- | --------------------------------------------------- |
| Тіна Кароль          | Маша                                                |
| Діма Білан           | Фортіано                                            |
| Василь Бендас        | Гоша, брат Маші                                     |
| Ольга Сумська        | Мама Маші і Гоші                                    |
| Стас Боклан          | Папа Маші і Гоші                                    |
| Ольга Волкова        | Анастасія Філімонівна, бабуся Маші і Гоші           |
| Софія Ротару         | Діва                                                |
| Філіпп Кіркоров      | Барон-Стар, міжгалактичний поп-співак               |
| Валерій Меладзе      | Капітан Зед, космічний капітан та легендарний герой |
| Ілля Лагутенко       | Капітан піратів                                     |
| Жанна Агузарова      | Агент-марсіанка                                     |
| Ірина Білик          | Космічна співачка-амфібія із сузір’я Водолія        |
| Олексій Вертинський  | Червоний, інопланетянин                             |
| Олександр Бондаренко | Жовтий, інопланетянин                               |
| Юрій Гальцев         | Шоумен та ведучий «Космобачення»                    |
| Дмитро Лалєнков      | Перший інопланетний астронавт                       |
| Сергій Озіряний      | Другий інопланетний астронавт                       |
| Анатолій Зіновенко   | Робот-телефоніст                                    |

## Знімальна група
- Режисер-постановник: Семен Горов
- Продюсери: Леонід Мазор, Валентина Басовська
- Автори сценарію: Антон Фрідлянд, Семен Горов
- Оператор-постановник: Олексій Степанов
- Композитор: Віталій Семко
- Художник-постановник: Віталій Ясько

## Пісні
| Назва пісні (рос.)        | Виконавець      |
| ------------------------- | --------------- |
| «Далеко»                  | Жанна Агузарова |
| «Сделай это прямо сейчас» | Валерій Меладзе |
| «Неверная»                | Ірина Білик     |
| «Я умираю от любви»       | Діма Білан      |
| «И полетим»               | Софія Ротару    |
| «Страху – нет»            | Мумій Тролль    |
| «Танго»                   | Філіпп Кіркоров |
| «Кайф»                    | Філіпп Кіркоров |
| «Ноченька»                | Тіна Кароль     |